# 2015 en Islande
Chronologie de l'Islande
- 2011
- 2012
- 2013
- 2014
- 2015
- 2016
- 2017
- 2018
- 2019

Cet article présente les faits marquants de l'année 2015 en Islande ou relatifs à l'Islande.

## Gouvernement
- Président : Ólafur Ragnar Grímsson
- Premier ministre : Sigmundur Davíð Gunnlaugsson

## Événements
- 27 février : fin de l'éruption du Bárðarbunga commencée le 29 août 2014.
- 22 avril : Abrogation d'un décret local de 1615 autorisant à tuer des basques en toute impunité. Une stèle est inaugurée à Hólmavík en hommage au massacre de 32 chasseurs de baleine basques espagnols cette année-là[1].

## Décès
- 22 avril : Páll Skúlason, philosophe
- 28 avril : Einar Þorsteinn Ásgeirsson, architecte
- 18 mai : Halldór Ásgrímsson, Premier ministre